# Coplan prend des risques
Série
Coplan, agent secret FX 18
(1964) Coplan FX 18 casse tout
(1965)
Pour plus de détails, voir Fiche technique et Distribution.
Coplan prend des risques est un film d'espionnage franco-italo-belge réalisé par Maurice Labro, sorti en 1964.

## Synopsis
Dans une usine française de la Défense nationale, un employé vole un prototype top secret. L’agent SDECE FX-18 Francis Coplan est envoyé sur place pour s’occuper de l’affaire.

## Fiche technique
- Titre : Coplan prend des risques
- Réalisation : Maurice Labro
- Scénario : François Chavane, Pascal Jardin, Jean Marsan et Jean-Louis Roncoroni d'après le roman Étau sans pitié de Paul Kenny
- Musique : Georges Van Parys
- Son : René-Christian Forget
- Photographie : Pierre Petit
- Montage : Germaine Artus
- Coordinateur des combats et des cascades : Claude Carliez et son équipe
- Production : François Chavane
- Société de production : Cibélux, Cinéphonic et Da.Ma. Cinematografica
- Format : Son mono  - Noir et blanc
- Pays :  France,  Italie et  Belgique
- Genre : Action, drame et espionnage
- Durée : 89 minutes
- Date de sortie en France : 6 mai 1964

## Distribution
- Dominique Paturel : Francis Coplan
- Virna Lisi : Ingrid
- André Weber : Legay
- Jacques Balutin : Fondane
- Yvonne Clech : Mme Rochon
- Guy Kerner : Rochon
- Roger Dutoit : Bianco
- Charles Bouillaud
- Henri Desagneaux
- Eugène Deckers : homme de main de Bianco
- Tommy Duggan : Stratton
- Henri Lambert : Scarpelli
- Margo Lion : Mme Slasinska
- Jacques Monod : le vieux
- André Valmy : Pelletier
- Albert Dinan : Le barman
- Yves Arcanel : un inspecteur
- Monique Morisi
- Anne Vallon
- Luce Fabiole
- Dominique Davray

## Tournage
Le film a été tourné dans:
- les Bouches-du-Rhône : Aix-en-Provence, Marseille
- les Alpes-Maritimes : Nice, Vallauris